# Robert Moore Williams
Robert Moore Williams, né le 19 juin 1907 à Farmington (Missouri) et mort le 12 mai 1977, est un romancier, nouvelliste et éditeur américain de science-fiction et de fantasy.
Il est aussi connu sous les pseudonymes de John S Browning, de H. H. Harmon, de Russell Storm et de E. K. Jarvis.

## Biographie
Williams est né à Farmington dans le Missouri. 
Après des études à l'École de journalisme du Missouri dont il sort diplômé en 1931, il commence à publier dans Astounding Science Fiction en 1937 sous le pseudonyme de Robert Moore.  
Il est un écrivain prolifique au cours d'une carrière littéraire qui dure de 1937 à 1972.

## Publications

### Série«Jongor»
- Jongor of Lost Land (1940, republié 1970)
- The Return of Jongor (1944, republié 1970)
- Jongor Fights Back ! (1951, republié en 1970 avec un point d'exclamation)

### Série«Zanthar»
- Zanthar of the Many Worlds (1967)
- Zanthar at Moon's Madness (1968)
- Zanthar at the Edge of Never (1968)
- Zanthar at Trip's End (1969)

### Romans indépendants
- World Beyond the Sky (1943), éd. Startling Stories (janvier 1943)
- The Chaos Fighters (1955)
- Conquest of the Space Sea (1955)
- Doomsday Eve (1957)
- The Blue Atom (1958)
- World of the Masterminds (1960)
- The Day They H-Bombed Los Angeles (1961)
- The Darkness Before Tomorrow (1962)
- King of the Fourth Planet (1962)
- Walk Up the Sky (1962)
- Flight from Yesterday (1963)
- The Star Wasps (1963)
- The Lunar Eye (1964)
- The Second Atlantis (1965)
- Vigilante 21st Century (1967)
- The Bell From Infinity (1968)
- When Two Worlds Meet (1970)
- Beachhead Planet (1970)
- Now Comes Tomorrow (1971)
- Seven Tickets to Hell (1972)

### Recueils de nouvelles
- The Void Beyond and Other Stories (1958)
- To The End of Time and Other Stories (1960)
- When Two Worlds Meet: Stories of Men on Mars (1970)
- Sinister Paradise and Other Tales from the Pulps (2010)
- Time Tolls for Toro and Other Tales (2014)

### Quelques nouvelles
Par ordre chronologique de parution.
- Missing : Millions in Radium (Amazing Stories, déc. 1939)
- The Bridge to Earth (1939)
- Planet of the Gods (1942)
- The Lost Warship (1943)
- L'Observateur (1945), in Les Meilleurs Récits de Fantastic Adventures
- The Bees of Death (1949)
- Beyond the Rings of Saturn (1951)
- Sinister Paradise (1952)
- Thompson's Cat (1952)
- The Next Time We Die (1957)

### Autobiographie
- Love Is Forever - We Are For Tonight (1970)